# Forkuede Ægtemænd
Forkuede Ægtemænd er en amerikansk stumfilm fra 1922 af E. Mason Hopper.

## Medvirkende
- Pat O'Malley som Newton Craddock
- Helene Chadwick som Millie Craddock
- Mae Busch som Flo Bulger
- Norman Kerry som Thomas Kirtland
- Claire Windsor som Dorothy Kirtland
- William Haines som Bit Part